# مارتفلد
مارتفلد (به آلمانی: Martfeld) یک شهر در ایالت نیدرزاکسن آلمان است که در  ناحیه دیفولتس واقع شده‌است. مارتفلد ۲٬۸۲۸ نفر جمعیت دارد.